# Boca de Ouro (2020)
Boca de Ouro é um filme brasileiro lançado em 2020 do gênero suspense. Trata-se de uma adaptação da peça de teatral homônima de Nelson Rodrigues, é dirigido por Daniel Filho e estrelado por Marcos Palmeira, Malu Mader e Fernanda Vasconcelos.

## Sinopse
Boca de Ouro (Marcos Palmeira) é um temido e respeitado bicheiro, figura quase mitológica no bairro de Madureira, na cidade do Rio de Janeiro, durante os anos 1960. Sua vida em ambição, amores e pecados despertam a curiosidade do jornalista Caveirinha (Silvio Guindane), que procura uma ex-amante do criminoso para colher material para uma reportagem acerca da vida do contraventor.[carece de fontes?]

## Elenco
- Marcos Palmeira como Boca de Ouro
- Malu Mader como Guigui
- Fernanda Vasconcellos como Maria Luisa
- Lorena Comparato como Celeste
- Thiago Rodrigues como Leleco
- Silvio Guindane como Cadeirinha
- Anselmo Vasconcelos como Dentista
- Guilherme Fontes como Agenor
- Raquel Fabri como Patricia
- Karina Ramil como Heleninha
- Edmilson Barros como De Paula
- Léa Garcia como Preta

## Recepção

### Prêmios e indicações
| Ano  | Prêmio                              | Categoria    | Nomeações                       | Resultado | Ref. |
| ---- | ----------------------------------- | ------------ | ------------------------------- | --------- | ---- |
| 2019 | Los Angeles Brazilian Film Festival | Melhor Som   | Berna Ceppas e Lereby Produções | Venceu    |      |
| 2019 | Miami Brazilian Film Festival       | Melhor Atriz | Lorena Comparato                | Venceu    |      |

[carece de fontes?]